# Fira de Durango
La Fira del llibre i del disc basc de Durango és una fira que se celebra anualment a la localitat de Durango durant la primera quinzena de desembre. S'hi exposen les novetats editorials i musicals que s'han produït en èuscar en el darrer any, així com les edicions anteriors més rellevants.
Està organitzada per l'Associació Gerediaga de la veïna localitat d'Abadiño i promoguda per la Diputació Foral de Biscaia. La fira és considerada el màxim aparador anual de la cultura basca i gaudeix d'un notable èxit de públic: a l'edició de 2018 hi van concórrer més de 115.000 persones i a la de 2019 més de 120.000.

## Història
Una de les primeres activitats realitzades per l'Associació Gerediaga poc després de la seva constitució va ser la d'organitzar, el 1965, una fira del llibre i del disc a fi de donar a conèixer les expressions artístiques que es produïen al País Basc i servir com a punt de trobada dels diferents sectors que treballen dins del món cultural en llengua basca. A la primera edició de la fira es van instal·lar 12 estands per a llibres, dos per a discos i un per a l'Associació Gerediaga com a lloc d'informació. Es van editar 3.000 cartells anunciant l'esdeveniment, en el transcurs de l'esdeveniment hi van actuar dantzaris, acordionistes, txistularis, albokaris, bertsolaris i es van projectar pel·lícules sobre temes bascos. A més, van assistir-hi nombrosos escriptors i membres de l'Euskaltzaindia.
Del 1974 al 1996 la fira s'ubicava a la plaça del Mercat de Durango, fins que va passar a fer-se en una gran carpa als terrenys que posteriorment ocuparia el pavelló construït expressament per a aquest certamen. L'any 2003 es va inaugurar el pavelló, anomenat Landako Erakustazoka, i des de llavors se celebra en aquest recinte. El 1992 l'Associació Gerediaga va crear el premi Argizaiola per al reconeixement de les persones i institucions que han realitzat tasques rellevants en pro de la cultura i la llengua basca. Des de l'any de la seva creació han rebut el guardó, entre d'altres, Bernardo Estornés Lasa, Eusko Ikaskuntza, Pío Caro Baroja, Néstor Basterretxea, Filmoteca Basca, Benito Lertxundi, William A. Douglass, José María Jimeno Jurio, Gerardo Bujanda, Txillardegi i la revista Jakin.